# Casey Siemaszko
 (mars 2023).
Casey Siemaszko, né Kazimierz Andrew Siemaszko, le 17 mars 1961 à Chicago, est un acteur américain.
Il est connu pour avoir joué 3-D, un copain de Biff, dans Retour vers le futur (1985) et Retour vers le futur 2 (1989), Stand by me (1986) dans le rôle de Billy Tessio, Young Guns (1988) dans la peau de Charley Bowdre et le rôle de Curley dans Des souris et des hommes  (1992).
Il a également joué le rôle principal dans la comédie Trois heures, l'heure du crime (1987).
Il a également joué plusieurs rôles dans l'anthologie " Histoires Fantastiques" qui sont des mini-épisodes réalisés par plusieurs grand réalisateurs tel que Steven Spielbierg.

## Biographie

### Famille
Il est le frère de l'actrice Nina Siemaszko. Son père est un polonais américain, un combattant de la Résistance polonaise qui a survécu au camp de concentration de Sachsenhausen et d'une mère anglaise.

### Carrière
Siemaszko avait un rôle récurrent dans la série New York Police Blues pour le personnage du capitaine Fraker Pat.

## Filmographie

### Au cinéma
- 1983 : Class de Lewis John Carlino : Doug
- 1985 : Une amie qui vous veut du bien (Secret Admirer) de David Greenwalt : Roger Despard
- 1985 : Retour vers le futur (Back to the Future) de Robert Zemeckis : 3-D
- 1986 : Stand by me - Compte sur moi (Stand by Me) de Rob Reiner : Billy Tessio
- 1987 : Jardins de pierre (Gardens of Stone) de Francis Ford Coppola : Wildman
- 1987 : Trois heures, l'heure du crime (Three O'Clock High) de Phil Joanou : Jerry Mitchell
- 1988 : Biloxi Blues de Mike Nichols : Don Carney
- 1988 : Young Guns de Christopher Cain : Charles 'Charley' Bowdre
- 1989 : Breaking In de Bill Forsyth : Mike Lafeve
- 1989 : Retour vers le futur II (Back to the Future Part II) de Robert Zemeckis : 3-D
- 1990 : Near Mrs. : Colin Phipps
- 1991 : Les Apprentis voyous (The Big Slice) de John Bradshaw : Mike Sawyer
- 1992 : The Paint Job de Michael Taav : Cal
- 1992 : Des souris et des hommes (Of Mice and Men) de Gary Sinise : Curley
- 1994 : Teresa's Tattoo de Julie Cypher : Michael
- 1994 : La Surprise (Milk Money) de Richard Benjamin : Cash the Pimp
- 1995 : Napoléon en Australie (Napoleon) de Mario Andreacchio : Conan (voix)
- 1996 : Le Fantôme du Bengale (The Phantom) de Simon Wincer : Morgan
- 1997 : Bliss de Lance Young : Tanner
- 1998 : Together & Alone : Billy
- 1998 : The Taxman d'Avi Nesher : Abrasha Topolev
- 1999 : Limbo de John Sayles : Bobby Gastineau
- 2000 : The Crew de Michael Dinner : Bobby Bartellemeo jeune
- 2006 : Waltzing Anna de Doug Bollinger : Dr Jeffrey Webb
- 2007 : The Boy Who Cried Bitch: The Adolescent Years de Matthew Levin : Kenny
- 2009 : Public Enemies de Michael Mann : Harry Berman

### À la télévision
- 1984 : L'École des héros (Hard Knox) (TV) : Aaron Davis
- 1984 : Silence of the Heart (TV) : Jeff
- 1986 : Miracle of the Heart: A Boys Town Story (TV) : Andy Grainger
- 1987 : American Harvest (TV) : Dakota
- 1991 : Un homme aux abois (The Chase) (TV) : Hutchinson
- 1992 : Amazing Stories: Book One (vidéo) : Jonathan (épisode "The Mission")
- 1995 : Black Scorpion (TV) : Dr Goddard
- 1996 : Jury en otage (Mistrial) (TV) : Inspecteur Bobby Zito
- 1996 - 2004  : New York Police Blues (série TV) (14 épisodes) : Capt. Pat Fraker, IAB
- 1997 : Rose Hill (TV) : Fergus Carroll
- 1999 : Chameleon II: Death Match (TV) : Jake Booker
- 1999 : La Tempête du siècle (Storm of the Century) (mini-série) : Alton 'Hatch' Hatcher
- 2003 : Oz (série TV) (1 épisode) : Detective Tarnowski
- 2006 : Les Experts: Manhattan (série TV) (1 épisode) : Paul Sabotini
- 2007 : The Bronx Is Burning (mini-série) : Detective Welker
- 2007 : New York, unité spéciale (saison 8, épisode 13) : le représentant de l'Environmental Protection Agency
- 2007 - 2012  : Damages (série TV) (13 épisodes) : Detective Dan Williams
- 2008 : New Amsterdam (série TV) (1 épisode) : Peter Huygens
- 2010 : The Event (série TV) (1 épisode) : Frank Decosta
- 2012 : Blue Bloods (série TV) (1 épisode) : Josh Thorp
- 2012 : FBI : Duo très spécial (série TV) (1 épisode) : Bertie Slavkin
- 2012 : NYC 22 (série TV) (3 épisodes) : Allen Blum
- 2012 : Elementary (série TV) (1 épisode) : Michael McGee
- 2013 : Killing Kennedy (TV) : Jack Ruby
- 2014 : Person of Interest (série TV) (1 épisode) : Lester Strickland
- 2014 : Blacklist (série TV) (1 épisode) : Sam Reimo
- 2015 : Unforgettable (série TV) (1 épisode) : Lt Greg Sartain
- 2016 : Billions (série TV) (1 épisode) : Seids

## Jeux vidéo
- 2004 : Red Dead Revolver : la voix de Hank Pullman.
- 2004 : Grand Theft Auto: San Andreas : la voix de Johnny Sindacco.
- 2018 : Red Dead Redemption II : la voix de Wrobel.